# 両津港
両津港（りょうつこう）は、新潟県佐渡市（佐渡島）にある港湾。港湾管理者は新潟県。佐渡島では小木港と並んで港湾法上の重要港湾に指定されている。また、両津港は港則法上の特定港に指定されている。
本項目では、事実上一体化している第3種漁港の両津漁港（りょうつぎょこう）についても解説する。

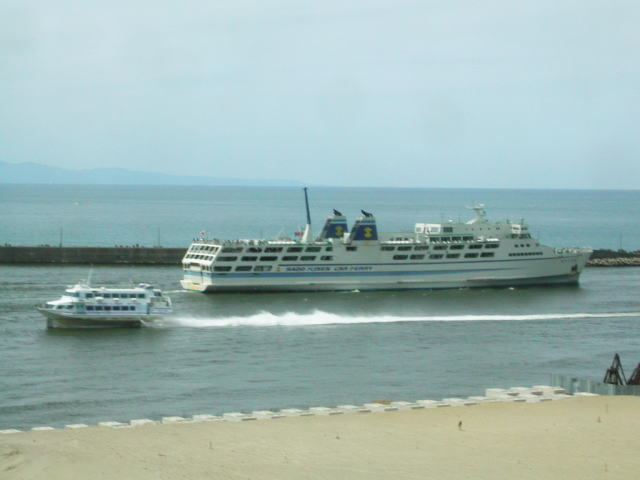
カーフェリー「おおさど丸」とジェットフォイル「すいせい」（写真は新潟港・信濃川河口部）

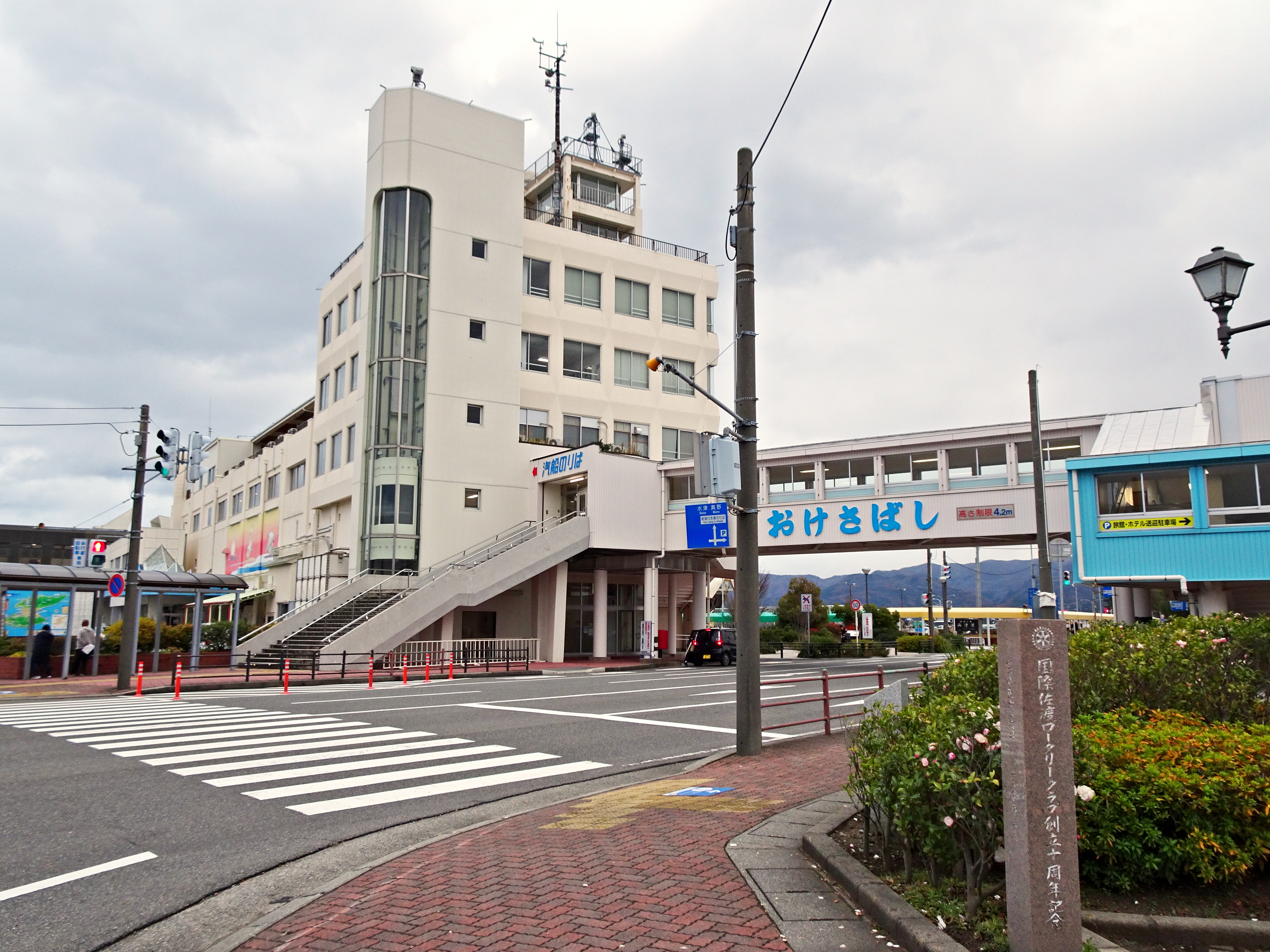
両津港ターミナルビル

## 概要
両津港

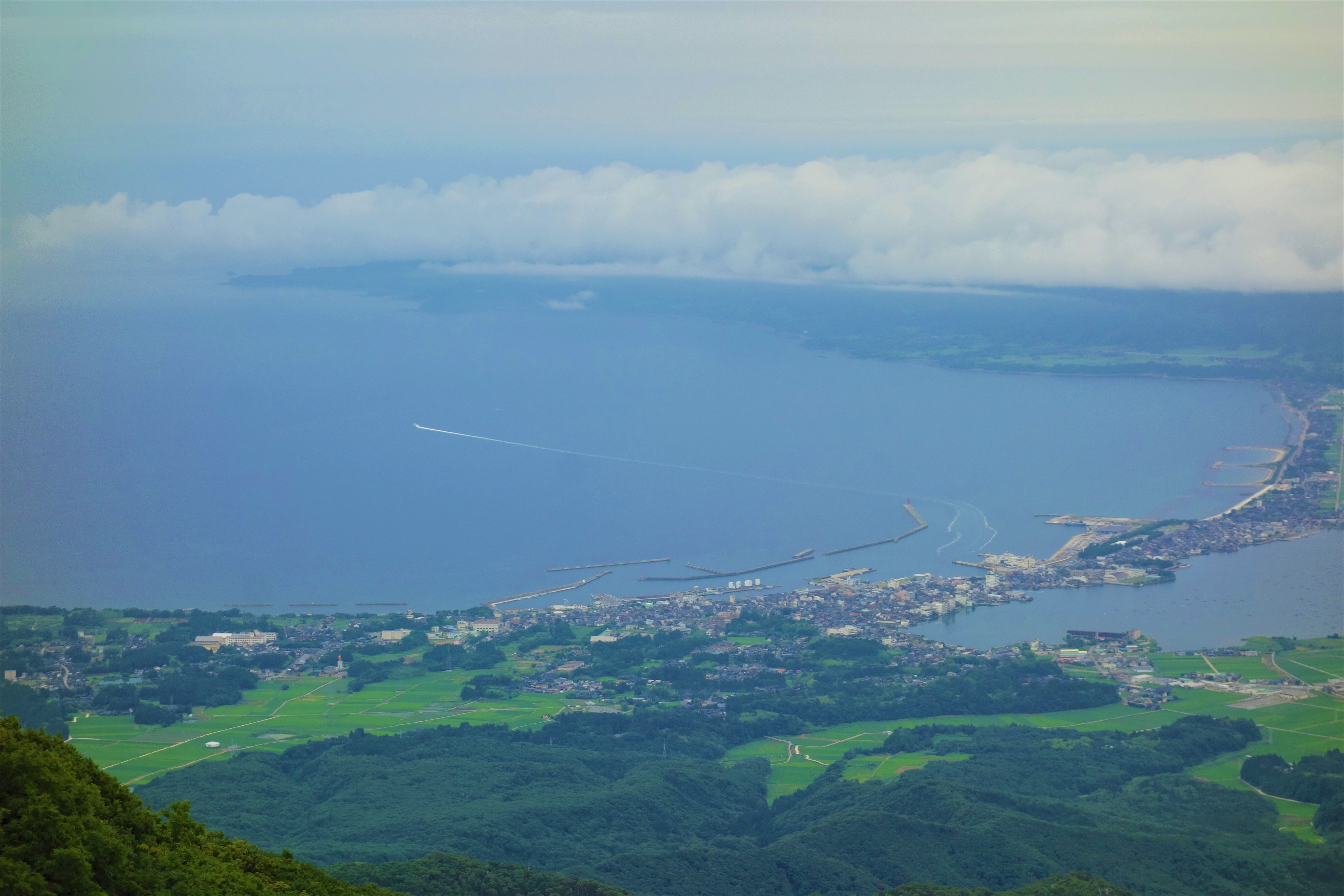
両津湾と加茂湖に挟まれた砂州上に広がる市街地と出港した佐渡汽船両津航路の旅客船（2019年7月）

佐渡島東岸の両津湾と加茂湖を隔てる砂州上に位置し、新潟港から就航する佐渡汽船の旅客船が入港する。島内各地へ到るバス・道路が連絡するため、佐渡島の表玄関として機能している。新潟港から伸びる国道350号の海上国道区間の終点でもある。
港一帯はみなとオアシスとして登録されていて、道の駅あいぽーと佐渡を代表施設とするみなとオアシス佐渡両津として地域住民や観光客とのふれあいの場、海洋レクリエーション交流拠点となっている。
なお、空の玄関である佐渡空港とは、加茂湖をはさんで約5.5 km（道路距離）離れている。
背後には加茂湖が広がり、水面をはさんで佐渡最高峰の金北山（標高1,171.9m）を望むことができる。近くには両津温泉郷がある。
両津漁港
両津港に隣接しており、事実上両津港と一体化している。1951年7月28日に第3種漁港の登録を受けた。2022年の漁業種類別陸揚量は定置網が64％と最も多く、次いでかき養殖が20％を占めている。

## 歴史

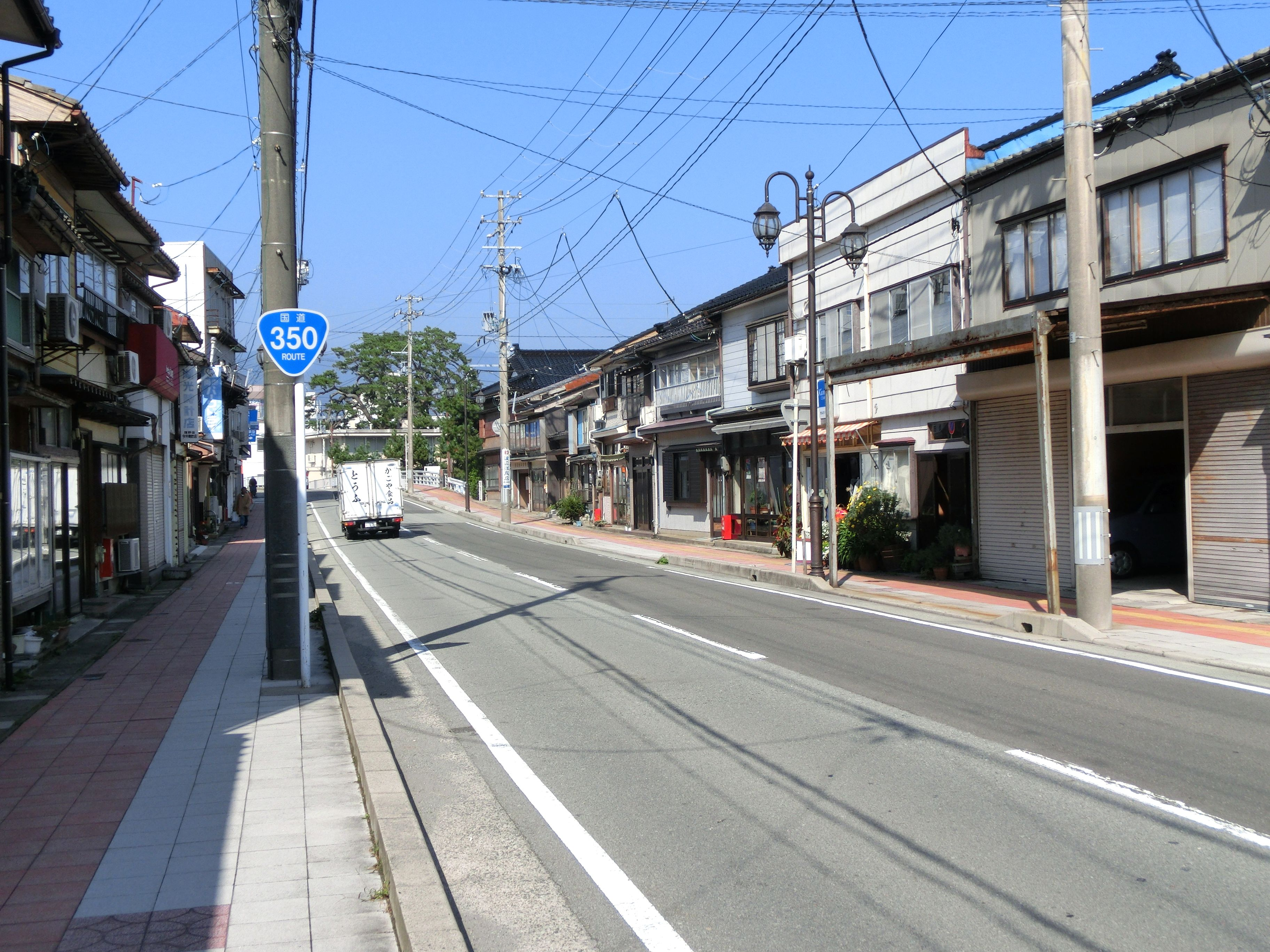
両津橋付近を走る国道350号

古くから漁港となっていた北側の夷（えびす）と南側の湊（みなと）、この両方の津（船着場の意味）を合わせて「両津」という地名になった。
近世以前は出羽国や北越後からの渡海港であったが、1778年（安永7年）には大坂への廻米が当港から積み出されることになった。また、江戸時代には相川金銀山の隆盛に連れて物資の出入りが盛んになり、西廻り航路の船も往来したほか、加茂湖を埋め立てて築地町を作る形で街が拡大していった。
1868年（明治元年）11月19日に新潟港が開港五港に指定されたのに伴い、佐渡夷港は新潟港の緊急避難などのための補助港として開港した。開港に当たってはイギリス公使ハリー・パークスが新潟港の港湾能力に疑念をもち、佐渡夷港を補助港として開港するよう強く主張した。
1885年（明治18年）7月、新潟港との間に越佐汽船会社の定期船「度津丸」が就航。1886年（明治19年）相川 - 両津間県道開設と整備が進められ、それまで佐渡の主要な玄関口となっていた小木港に代わって当港が主要な玄関口として発展した。当初は大型船は着岸出来なかったものの、1892年（明治25年）に桟橋設置のための海面拝借願書が出され、桟橋が設置されることになった。やがて新潟県内第一の水産物水揚げ港に発展する。
夷・湊の両町の間には1898年（明治31年）の水害を機に、1902年（明治35年）に加茂湖の洪水対策のための水路が開削された。1917年（大正6年）、港湾名が佐渡夷港から両津港に正式に改称された。
1916年（大正5年）より突堤工事が着手され、1932年（昭和7年）に佐渡汽船が出来ておけさ丸が当港 - 新潟港間を結んで以降、越後を結ぶ海上交通の大動脈となった。
夷は1928年（昭和3年）の大火でまち並みの殆どが焼失したが、夷本町通りの商店街には片持ち式アーケードが架けられ、出桁造りの町家建築が立ち並んでいる。
1972年、佐渡汽船のカーフェリー発着場が南埠頭（湊側）に移転した。

## 旅客航路
- 佐渡汽船
  - 両津港 - 新潟港
カーフェリーは1967年（昭和42年）就航、ジェットフォイルは1977年（昭和52年）就航（国内初）

## 施設
- 佐渡汽船両津ターミナル・両津南埠頭ビル
  - 佐渡観光交流機構 佐渡観光情報案内所
  - シータウン商店街（土産品売店）
  - 食堂
  - 駅レンタカー・トヨタレンタカー・佐渡汽船レンタカー
  - おけさ簡易郵便局 - 平成29（2017）年6月1日廃止
- 駐車場

2022年現在、老朽化した両津南埠頭ビルの移転・建て替えや交通広場整備が検討されている。また、市主導でシェアオフィスの整備が進められ、2022年に「SADO PORT LOUNGE」としてオープンした。

### バス連絡
- 新潟交通佐渡「両津港佐渡汽船」バス停　※着船時に接続する路線のみ掲載。このほか、「学生車」が乗り入れる[16]。
  - 1 本線（佐和田バスステーション・相川・佐渡金山方面）
  - 2 南線（畑野・佐和田バスステーション方面）
  - 3 東海岸線（水津・多田方面）
  - 4 内海府線（大野亀方面）

### 両津港周辺

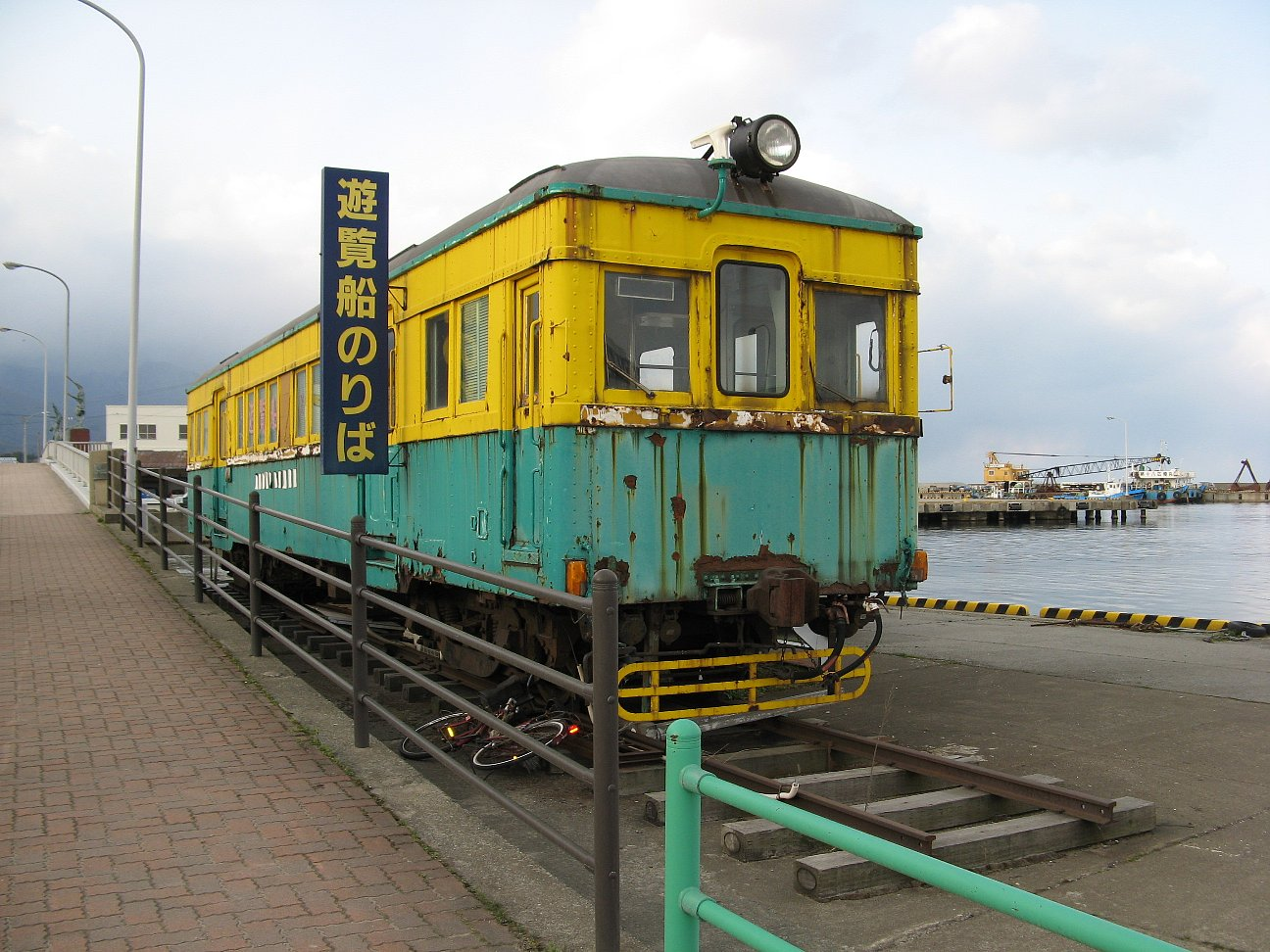
新潟交通クハ45（2007年4月）

周辺は両津地区（旧両津市）の市街地となっており、北側は夷、南側は湊のまちが広がる。
- 道の駅あいぽーと佐渡
- みなと中央公園（おんでこドーム）
- 佐渡アウトドアベース - 島内のアウトドア観光情報案内やレンタサイクルなど各種レンタルが行われる拠点施設[17]。
- 佐渡東警察署
- 佐渡市役所 両津支所（旧・両津市役所）
- 両津郵便局
- 新潟交通のクハ45形電車が保存されていたが、2009年9月ごろに解体された。保存当時は加茂湖遊覧航路の待合室として使われていたが、同航路の廃止に伴い閉鎖された。